# シーダーヒルズ (オレゴン州)
シーダーヒルズ（英: Cedar Hills）は、アメリカ合衆国オレゴン州ワシントン郡に属する地域または国勢調査指定地域。オレゴン州道217号線と国道26号線の交差付近に位置する。1961年の設立当初、シーダーヒルズはアメリカ合衆国西部で最も大きな単一住宅団地であった。
元々ワシントン郡の非法人地域であるシーダーヒルズであるが、一部の地区は既にビーバートン市に吸収されており、残りの地区も郡の同意によって2010年までに同市に吸収される予定である。しかしながら、シーダーヒルズの住民の多くはこれに反対している。
シーダーヒルズの所有地はシーダーヒルズ住宅組合（Homes Association of Cedar Hills）によって運営されている。
2000年現在の国勢調査によれば、シーダーヒルズの人口は8,949人である。

## 地理
シーダーヒルズは北緯45度40分15秒、西経122度48分25秒（45.504272, -122.806926）に位置している。
アメリカ合衆国国勢調査局によれば、同地域の面積は6.0 km² (2.3 mi²)で、6.0 km² (2.3 mi²)が陸地、0.43%が水地である。

## 人口動静
2000年現在の国勢調査で、この地域は人口8,949人、3,749世帯、及び2,361家族が暮らしている。人口密度は1,495.8/km2 (3,880.9/mi2) である。656.2/km2 (1,702.6/mi2)の平均的な密度に3,926軒の住宅が建っている。この国勢調査指定地域の人種的な構成は白人83.28%、アフリカン・アメリカン1.32%、先住民0.57%、アジア4.78%、太平洋諸島系0.35%、その他の人種6.05%、及び混血3.65%である。人口の11.21%はヒスパニックまたはラテン系である。
3,749世帯のうち、28.9%が18歳未満の子供と一緒に生活しており、49.4%は夫婦で生活している。9.8%は未婚の女性が世帯主であり、37.0%は結婚していない。29.0%は1人以上の独身の居住者が住んでおり、9.0%は65歳以上で独身である。1世帯の平均人数は2.39人であり、結婚している家庭の場合は、2.94人である。
この地域内の住民は23.0%が18歳未満の未成年、18歳以上24歳以下が7.7%、25歳以上44歳以下が33.4%、45歳以上64歳以下が23.4%、及び65歳以上が12.5%にわたっている。中央値年齢は36歳である。女性100人ごとに対して男性は98.4人である。18歳以上の女性100人ごとに対して男性は96.8人である。
この地域の世帯ごとの平均的な収入は48,200米ドルであり、家族ごとの平均的な収入は56,401米ドルである。男性は42,293米ドルに対して女性は29,922米ドルの平均的な収入がある。この地域の一人当たりの収入 (per capita income) は26,812米ドルである。人口の6.5%及び家族の3.9%の収入は貧困線以下である。全人口のうち18歳未満の7.8%及び65歳以上の3.0%は貧困線以下の生活を送っている。